# Shigeo Sawairi
Shigeo Sawairi (澤入 重雄 Sawairi Shigeo?,  nacido el 8 de mayo de 1963 en Shimizu (actualmente Shizuoka), Shizuoka) es un exfutbolista y entrenador japonés. Jugaba de centrocampista y su último club fue el Nagoya Grampus Eight de Japón.

## Trayectoria

### Clubes
| Club                 | País  | Año       |
| -------------------- | ----- | --------- |
| Nagoya Grampus Eight | Japón | 1986-1995 |

## Palmarés

### Títulos nacionales
| Título             | Club                 | País  | Año  |
| ------------------ | -------------------- | ----- | ---- |
| Copa del Emperador | Nagoya Grampus Eight | Japón | 1995 |